# Elbosco
Elbosco (estilizado ElBosco) fue un proyecto musical español de new age inspirado en las voces blancas, que había sido creado por Luis Cobos, Julián Ruiz y Javier Losada bajo seudónimo. Los intérpretes de las canciones eran los niños del grupo coral de la Escolanía de El Escorial, con edades comprendidas entre los 9 y los 14 años, junto con solistas e instrumentistas adultos.El nombre del proyecto hacía referencia al nombre con el que fue conocido en España el pintor holandés Jerónimo Van Aeken (o Jerónimo Bosch), famoso por sus pinturas de corte fantástico y surrealista. 
El mayor éxito de Elbosco fue la canción «Nirvana», incluida en el álbum Angelis, del que llegaron a venderse más de dos millones de copias en 1995. Después del lanzamiento de un segundo trabajo que no tuvo el mismo éxito, el proyecto quedó disuelto en 1998.

## Historia
El grupo Elbosco fue creado en 1995 por tres músicos españoles: Luis Cobos (C.Max), Julián Ruiz (Rojotua) y Javier Losada (Loxatus), todos ellos bajo seudónimo. En la década de 1990 habían surgido varios proyectos musicales inspirados en las voces blancas —entre ellos Enigma— y los cantos gregorianos, así que el trío compuso sus propios temas que luego eran interpretados por el coro infantil de la Escolanía de El Escorial, con el cual Cobos ya había colaborado.
A finales de 1995, Elbosco estrenó el primer sencillo «Nirvana», adelanto del álbum Angelis que fue publicado bajo el sello Hispavox. El estribillo de esa canción, de corte new age y con toques electrónicos, era un versículo del Evangelio de Lucas en latín; el resto estaba en inglés y era interpretado por una mujer:

«Et erunt signa in sole et luna et stellis et pressura gentium prae confusione sonitus maris»
«Entonces habrá señales en el Sol, y en la Luna, y en las estrellas; y (en la Tierra) angustia de las gentes por la confusión del sonido del mar».

Nirvana se convirtió en un éxito de ventas durante la Navidad, fue utilizada en anuncios publicitarios, y llegó a alcanzar el primer puesto de la lista de Los 40 Principales en febrero de 1996. A nivel mundial vendió más de dos millones de copias, principalmente en España, Portugal y Alemania. Ya con el proyecto disuelto, el tema fue incluido en la banda sonora de la película Millones (Danny Boyle, 2004).
En 1997 se publicó un segundo disco, Virginal, que pese a las expectativas no tuvo la misma repercusión, por lo que en 1998 el proyecto terminó y cada autor se ha centrado en su propia carrera. Con motivo del décimo aniversario del primer álbum, EMI sacó en 2005 una reedición de Angelis que incluía dos nuevas canciones y un videoclip.

## Discografía

### Álbumes
- Angelis (Hispavox, 1995)
- Elbosco: The Remixes (EMI, 1996)
- Virginal (Hispavox, 1997)

### Sencillos
- Nirvana (1995)
- Angelis (1996)
- Children Of Light (1996)
- Ave Virgo (1997)